# Saeid Saharkhizan
Saeid Saharkhizan Gendishmin (in persiano سعید سحرخیزان‎; Ardabil, 26 giugno 2003) è un calciatore iraniano, attaccante dell'Orenburg.

## Carriera

### Club
Nel 2022 esordisce nella Lega professionistica del Golfo persico con la maglia dell'Havadar. Nel 2024 si trasferisce all'Orenburg, club di Prem'er-Liga russo.

### Nazionale
Ha giocato nella nazionale iraniana Under-19.